# Ballata
La ballata és una obra musical de ball, popular entre el segle xiii i el segle xv, que a poc a poc ha perdut aquest caràcter. La seva utilització com a cançó és posterior a la del madrigal i al principi va ser sobretot monòdica. La ballata, monòdica o polifònica té una estructura poètico-musical preestablerta: consta d'una estrofa a tall de tornada (ripresa) seguida de dues estrofes amb melodia diferent (piedi), d'una tercera estrofa amb la mateixa melodia que la tornada (volta) i d'una repetició final de la tornada (ABbaA).